# Any Internacional de les Llengües Indígenes
L'Any Internacional de les Llengües Indígenes és un esdeveniment de les Nacions Unides (ONU) per promoure i protegir les llengües indígenes del món. L'Assemblea General de les Nacions Unides proclamà aquest any internacional el desembre del 2016 i encarregà a la UNESCO la coordinació de tots els projectes i activitats que es duguin a terme en relació amb l'esdeveniment. Bolívia i el Fòrum Permanent per a Qüestions Indígenes de l'ONU foren els principals impulsors de la proposta.